# Gambiran (Prigen)
Gambiran is een bestuurslaag in het regentschap Pasuruan van de provincie Oost-Java, Indonesië. Gambiran telt 7063 inwoners (volkstelling 2010).